# Storspove
Storspoven eller den store regnspove (Numenius arquata) er en spove i familien sneppefugle, der yngler i de nordligste og mellemste dele af Europa og Asien. Artens melankolske fløjten er karakteristisk fra især flyvende fugle om foråret. Den er kendt fra ældre tid som et varsel om både regn og forår. Storspoven kan blive op til 32 år gammel, men bliver typisk cirka 5 år.

## Udseende og stemme
Den har en længde på 50-57 cm og vejer 575-950 gram (hunnerne størst). Den har et vingefang på 80-100 cm. Den er dermed den største af de danske vadefugle. Næbbet er langt og lidt nedadbuet og bliver op til 19 cm i længden. 
Under trækket, især forårstrækket i marts-april, kan man høre dens dybe fløjtetoner. Omstrejfende regnspover er lette at lokke helt nær på, hvis man efterligner deres fløjt.

## Forekomst
Storspoven yngler i de nordligste og mellemste dele af Europa og Asien. Om vinteren trækker storspoven sydpå til Afrika, det sydlige Europa og det sydlige Asien. 
Storspoven findes i Danmark især ynglende på Saltholm, Læsø og i Nord- og Vestjylland. Den yngler i sumpede områder som marsk, moser og nogle steder også på heder og enge. Den har været ynglefugl i Danmark siden 1934, hvor den genindvandrede efter at have været udryddet fra midten af 1800-tallet på grund af jagt.
Den lægger sine æg i en rede på en tue eller direkte på jorden eller sandet. Hunnen lægger normalt fire æg. Æggene er olivenbrune og godt camouflerede med rødbrune pletter. Den tager tilbage til Afrika i juni-september.
I Danmark ses storspoven på vaderne langs vores flade strande, som for eksempel ved Vadehavet i Jylland eller ved Nørre Næråstranden på Fyn.  Ynglebestanden er vurderet som sårbar på den danske rødliste.

## Føde
Regnspoven lever blandt andet af sandorme og muslinger, som den får fat i med sit lange næb dybt i vaden.